# I'll Say She Is
I'll Say She Is (1924) è una commedia musicale dei fratelli Will B. Johnstone (libretto e testi) e Tom Johnstone (musica). Segnò il debutto a Broadway dei fratelli Marx (Groucho, Harpo, Chico e Zeppo). Un suo revival, segnalato come "adattato e ampliato" dallo scrittore-interprete Noah Diamond, venne rappresentato Off Broadway al Connelly Theatre nel 2016.

## Produzione
I'll Say She Is portò alla consacrazione dei Marx a Broadway (e successivamente al cinema) e arrivò al momento opportuno, dal momento in cui i fratelli erano stati banditi dai maggiori circuiti del vaudeville a causa di una disputa con E. F. Albee II, e avevano fallito nel tentativo di produrre spettacoli in proprio sul circuito alternativo della The Shubert Organization.
Lo spettacolo includeva alcune gag dei fratelli Marx e numeri musicali dei loro anni di gavetta nel vaudeville, sullo sfondo di una trama con protagonista una ragazza ricca in cerca di emozioni e corteggiata da una serie di pretendenti. Il libretto e il testo furono scritti da Will B. Johnstone, che in seguito avrebbe sceneggiato i classici film Monkey Business - Quattro folli in alto mare (1931) e I fratelli Marx al college (1932), con musiche di suo fratello, Tom Johnstone. L'apice della commedia era una lunga gag con Groucho vestito come Napoleone, che i fratelli consideravano la cosa più divertente che avessero mai fatto. Dopo una tournée di quasi un anno, lo spettacolo venne presentato a Broadway il 19 maggio 1924 al Casino Theatre di New York. Chiuse il 7 febbraio 1925 dopo 313 repliche.